# Medaglie dei Campionati mondiali di nuoto - Dorso
In questa pagina sono elencate tutte le medaglie ottenute da atleti di sesso maschile e femminile nella specialità del dorso nelle varie edizioni dei Campionati mondiali di nuoto in vasca lunga, a partire dall'edizione del 1976.

## Podi maschili

### 50 metri
| Edizione        | Oro                              | Argento                                                | Bronzo                        |
| --------------- | -------------------------------- | ------------------------------------------------------ | ----------------------------- |
| Fukuoka 2001    | Randall Bal ( Stati Uniti)       | Thomas Rupprath ( Germania)                            | Matt Welsh ( Australia)       |
| Barcellona 2003 | Thomas Rupprath ( Germania)      | Matt Welsh ( Australia)                                | Gerhard Zandberg ( Sudafrica) |
| Montreal 2005   | Aristeidis Grigoriadis ( Grecia) | Matt Welsh ( Australia)                                | Liam Tancock ( Regno Unito)   |
| Melbourne 2007  | Gerhard Zandberg ( Sudafrica)    | Thomas Rupprath ( Germania)                            | Liam Tancock ( Regno Unito)   |
| Roma 2009       | Liam Tancock ( Regno Unito)      | Junya Koga ( Giappone)                                 | Gerhard Zandberg ( Sudafrica) |
| Shanghai 2011   | Liam Tancock ( Regno Unito)      | Camille Lacourt ( Francia)                             | Gerhard Zandberg ( Sudafrica) |
| Barcellona 2013 | Camille Lacourt ( Francia)       | Jérémy Stravius ( Francia) Matt Grevers ( Stati Uniti) |                               |
| Kazan 2015      | Camille Lacourt ( Francia)       | Matt Grevers ( Stati Uniti)                            | Ben Treffers ( Australia)     |
| Budapest 2017   | Camille Lacourt ( Francia)       | Junya Koga ( Giappone)                                 | Matt Grevers ( Stati Uniti)   |
| Gwangju 2019    | Zane Waddell ( Sudafrica)        | Evgenij Rylov ( Russia)                                | Kliment Kolesnikov ( Russia)  |
| Budapest 2022   | Justin Ress ( Stati Uniti)       | Hunter Armstrong ( Stati Uniti)                        | Ksawery Masiuk ( Polonia)     |
| Fukuoka 2023    | Hunter Armstrong ( Stati Uniti)  | Justin Ress ( Stati Uniti)                             | Xu Jiayu ( Cina)              |

- Atleta più premiato: Camille Lacourt ( Francia)
- Record della competizione: 24"04 (Liam Tancock  Regno Unito, Roma 2009)[1]
- Nazione più medagliata:  Stati Uniti (3 , 4 , 0 )

### 100 metri
| Edizione           | Oro                                                   | Argento                      | Bronzo                               |
| ------------------ | ----------------------------------------------------- | ---------------------------- | ------------------------------------ |
| Belgrado 1973      | Roland Matthes ( Germania Est)                        | Mike Stamm ( Stati Uniti)    | Lutz Wanja ( Germania Est)           |
| Cali 1975          | Roland Matthes ( Germania Est)                        | John Murphy ( Stati Uniti)   | Mel Nash ( Stati Uniti)              |
| Berlino Ovest 1978 | Bob Jackson ( Stati Uniti)                            | Peter Rocca ( Stati Uniti)   | Romulo Arantes ( Brasile)            |
| Guayaquil 1982     | Dirk Richter ( Germania Est)                          | Rick Carey ( Stati Uniti)    | Vladimir Šemetov ( Unione Sovietica) |
| Madrid 1986        | Igor' Poljanskij ( Unione Sovietica)                  | Dirk Richter ( Germania Est) | Sergej Zaboltnov ( Unione Sovietica) |
| Perth 1991         | Jeff Rouse ( Stati Uniti)                             | Mark Tewksbury ( Canada)     | Martín López-Zubero ( Spagna)        |
| Roma 1994          | Martín López-Zubero ( Spagna)                         | Jeff Rouse ( Stati Uniti)    | Tamás Deutsch ( Ungheria)            |
| Perth 1998         | Lenny Krayzelburg ( Stati Uniti)                      | Mark Versfeld ( Canada)      | Stev Theloke ( Germania)             |
| Fukuoka 2001       | Matt Welsh ( Australia)                               | Örn Arnarson ( Islanda)      | Steffen Driesen ( Germania)          |
| Barcellona 2003    | Aaron Peirsol ( Stati Uniti)                          | Arkadij Vjatčanin ( Russia)  | Matt Welsh ( Australia)              |
| Montreal 2005      | Aaron Peirsol ( Stati Uniti)                          | Randall Bal ( Stati Uniti)   | László Cseh ( Ungheria)              |
| Melbourne 2007     | Aaron Peirsol ( Stati Uniti)                          | Ryan Lochte ( Stati Uniti)   | Liam Tancock ( Regno Unito)          |
| Roma 2009          | Junya Koga ( Giappone)                                | Helge Meeuw ( Germania)      | Aschwin Wildeboer ( Spagna)          |
| Shanghai 2011      | Camille Lacourt ( Francia) Jérémy Stravius ( Francia) |                              | Ryōsuke Irie ( Giappone)             |
| Barcellona 2013    | Matt Grevers ( Stati Uniti)                           | David Plummer ( Stati Uniti) | Jérémy Stravius ( Francia)           |
| Kazan 2015         | Mitch Larkin ( Australia)                             | Camille Lacourt ( Francia)   | Matt Grevers ( Stati Uniti)          |
| Budapest 2017      | Xu Jiayu ( Cina)                                      | Matt Grevers ( Stati Uniti)  | Ryan Murphy ( Stati Uniti)           |
| Gwangju 2019       | Xu Jiayu ( Cina)                                      | Evgenij Rylov ( Russia)      | Mitch Larkin ( Australia)            |
| Budapest 2022      | Thomas Ceccon ( Italia)                               | Ryan Murphy ( Stati Uniti)   | Hunter Armstrong ( Stati Uniti)      |
| Fukuoka 2023       | Ryan Murphy ( Stati Uniti)                            | Thomas Ceccon ( Italia)      | Hunter Armstrong ( Stati Uniti)      |
| Doha 2024          | Hunter Armstrong ( Stati Uniti)                       | Hugo González ( Spagna)      | Apostolos Christou ( Grecia)         |
| Singapore 2025     | Pieter Coetze ( Sudafrica)                            | Thomas Ceccon ( Italia)      | Yohann Ndoye-Brouard ( Francia)      |

- Atleta più premiato: Aaron Peirsol ( Stati Uniti)
- Record della competizione: 51"60 (Thomas Ceccon  Italia, Budapest 2022)
- Nazione più medagliata:  Stati Uniti (9 , 10 , 5 )

### 200 metri
| Edizione           | Oro                                  | Argento                         | Bronzo                               |
| ------------------ | ------------------------------------ | ------------------------------- | ------------------------------------ |
| Belgrado 1973      | Roland Matthes ( Germania Est)       | Zoltán Verrasztó ( Ungheria)    | John Naber ( Unione Sovietica)       |
| Cali 1975          | Zoltán Verrasztó ( Ungheria)         | Mark Tonelli ( Australia)       | Paul Hove ( Stati Uniti)             |
| Berlino Ovest 1978 | Jesse Vassallo ( Stati Uniti)        | Gary Hurring ( Nuova Zelanda)   | Zoltán Verrasztó ( Ungheria)         |
| Guayaquil 1982     | Rick Carey ( Unione Sovietica)       | Zoltan Wladar ( Ungheria)       | Frank Baltrusch ( Germania Est)      |
| Madrid 1986        | Igor' Poljanskij ( Unione Sovietica) | Frank Baltrusch ( Germania Est) | Frank Hoffmeister ( Germania Ovest)  |
| Perth 1991         | Martín López-Zubero ( Spagna)        | Stefano Battistelli ( Italia)   | Vladimir Sel'kov ( Unione Sovietica) |
| Roma 1994          | Vladimir Sel'kov ( Russia)           | Martín López-Zubero ( Spagna)   | Royce Sharp ( Stati Uniti)           |
| Perth 1998         | Lenny Krayzelburg ( Stati Uniti)     | Ralf Braun ( Germania)          | Mark Versfeld ( Canada)              |
| Fukuoka 2001       | Aaron Peirsol ( Stati Uniti)         | Markus Rogan ( Austria)         | Örn Arnarson ( Islanda)              |
| Barcellona 2003    | Aaron Peirsol ( Stati Uniti)         | Gordan Kožulj ( Croazia)        | Simon Dufour ( Francia)              |
| Montreal 2005      | Aaron Peirsol ( Stati Uniti)         | Markus Rogan ( Austria)         | Ryan Lochte ( Stati Uniti)           |
| Melbourne 2007     | Ryan Lochte ( Stati Uniti)           | Aaron Peirsol ( Stati Uniti)    | Markus Rogan ( Austria)              |
| Roma 2009          | Aaron Peirsol ( Stati Uniti)         | Ryōsuke Irie ( Giappone)        | Ryan Lochte ( Stati Uniti)           |
| Shanghai 2011      | Ryan Lochte ( Stati Uniti)           | Ryōsuke Irie ( Giappone)        | Tyler Clary ( Stati Uniti)           |
| Barcellona 2013    | Ryan Lochte ( Stati Uniti)           | Radosław Kawęcki ( Polonia)     | Tyler Clary ( Stati Uniti)           |
| Kazan 2015         | Mitch Larkin ( Australia)            | Radosław Kawęcki ( Polonia)     | Evgenij Rylov ( Russia)              |
| Budapest 2017      | Evgenij Rylov ( Russia)              | Ryan Murphy ( Stati Uniti)      | Jacob Pebley ( Stati Uniti)          |
| Gwangju 2019       | Evgenij Rylov ( Russia)              | Ryan Murphy ( Stati Uniti)      | Luke Greenbank ( Gran Bretagna)      |
| Budapest 2022      | Ryan Murphy ( Stati Uniti)           | Luke Greenbank ( Gran Bretagna) | Shaine Casas ( Stati Uniti)          |
| Fukuoka 2023       | Hubert Kós ( Ungheria)               | Ryan Murphy ( Stati Uniti)      | Roman Mityukov ( Svizzera)           |
| Doha 2024          | Hugo González de Oliveira ( Spagna)  | Roman Mityukov ( Svizzera)      | Pieter Coetze ( Sudafrica)           |
| Singapore 2025     | Hubert Kós ( Ungheria)               | Pieter Coetze ( Sudafrica)      | Yohann Ndoye-Brouard ( Francia)      |

- Atleta più premiato: Aaron Peirsol ( Stati Uniti) )
- Nazione più medagliata:  Stati Uniti (10 , 4 , 8 )

## Podi femminili

### 50 metri
| Edizione        | Oro                              | Argento                                | Bronzo                                 |
| --------------- | -------------------------------- | -------------------------------------- | -------------------------------------- |
| Fukuoka 2001    | Haley Cope ( Stati Uniti)        | Antje Buschschulte ( Germania)         | Natalie Coughlin ( Stati Uniti)        |
| Barcellona 2003 | Nina Živanevskaja ( Spagna)      | Ilona Hlaváčková ( Rep. Ceca)          | Noriko Inada ( Giappone)               |
| Montreal 2005   | Giaan Rooney ( Australia)        | Chang Gao ( Cina)                      | Antje Buschschulte ( Germania)         |
| Melbourne 2007  | Leila Vaziri ( Stati Uniti)      | Aljaksandra Herasimenja ( Bielorussia) | Tayliah Zimmer ( Australia)            |
| Roma 2009       | Zhao Jing ( Cina)                | Daniela Samulski ( Germania)           | Chang Gao ( Cina)                      |
| Shanghai 2011   | Anastasia Zueva ( Russia)        | Aya Terakawa ( Giappone)               | Missy Franklin ( Stati Uniti)          |
| Barcellona 2013 | Zhao Jing ( Cina)                | Fu Yuanhui ( Cina)                     | Aya Terakawa ( Giappone)               |
| Kazan 2015      | Fu Yuanhui ( Cina)               | Etiene Medeiros ( Brasile)             | Liu Xiang ( Cina)                      |
| Budapest 2017   | Etiene Medeiros ( Brasile)       | Fu Yuanhui ( Cina)                     | Aljaksandra Herasimenja ( Bielorussia) |
| Gwangju 2019    | Olivia Smoliga ( Stati Uniti)    | Etiene Medeiros ( Brasile)             | Dar'ja Vas'kina ( Russia)              |
| Budapest 2022   | Kylie Masse ( Canada)            | Katharine Berkoff ( Stati Uniti)       | Analia Pigrée ( Francia)               |
| Fukuoka 2023    | Kaylee McKeown ( Australia)      | Regan Smith ( Stati Uniti)             | Lauren Cox ( Gran Bretagna)            |
| Doha 2024       | Claire Curzan ( Stati Uniti)     | Iona Anderson ( Australia)             | Ingrid Wilm ( Canada)                  |
| Singapore 2025  | Katharine Berkoff ( Stati Uniti) | Regan Smith ( Stati Uniti)             | Wan Letian ( Cina)                     |

- Atleta più premiata: Zhao Jing ( Cina)
- Nazione più medagliata:  Stati Uniti (4 , 3 , 2 )

### 100 metri
| Edizione           | Oro                             | Argento                                                  | Bronzo                               |
| ------------------ | ------------------------------- | -------------------------------------------------------- | ------------------------------------ |
| Belgrado 1973      | Ulrike Richter ( Germania Est)  | Melissa Belote ( Stati Uniti)                            | Wendy Cook ( Canada                  |
| Cali 1975          | Ulrike Richter ( Germania Est)  | Birgit Treiber ( Germania Est)                           | Nancy Garapick ( Canada)             |
| Berlino Ovest 1978 | Linda Jezek ( Stati Uniti)      | Birgit Treiber ( Germania Est)                           | Cheryl Gibson ( Canada)              |
| Guayaquil 1982     | Kristin Otto ( Germania Est)    | Ina Kleber ( Germania Est)                               | Susan Walsh ( Stati Uniti)           |
| Madrid 1986        | Betsy Mitchell ( Stati Uniti)   | Kathrin Zimmermann ( Germania Est)                       | Natalia Shibaeva ( Unione Sovietica) |
| Perth 1991         | Krisztina Egerszegi ( Ungheria) | Tünde Szabó ( Ungheria)                                  | Janie Wagstaff ( Stati Uniti)        |
| Roma 1994          | Cihong He ( Cina)               | Nina Živanevskaja ( Russia)                              | Barbara Bedford ( Stati Uniti)       |
| Perth 1998         | Lea Maurer ( Stati Uniti)       | Mai Nakamura ( Giappone)                                 | Sandra Völker ( Germania)            |
| Fukuoka 2001       | Natalie Coughlin ( Stati Uniti) | Diana Mocanu ( Romania)                                  | Antje Buschschulte ( Germania)       |
| Barcellona 2003    | Antje Buschschulte ( Germania)  | Louise Oernstedt ( Danimarca) Katy Sexton ( Regno Unito) |                                      |
| Montreal 2005      | Kirsty Coventry ( Zimbabwe)     | Antje Buschschulte ( Germania)                           | Natalie Coughlin ( Stati Uniti)      |
| Melbourne 2007     | Natalie Coughlin ( Stati Uniti) | Laure Manaudou ( Francia)                                | Reiko Nakamura ( Giappone)           |
| Roma 2009          | Gemma Spofforth ( Regno Unito)  | Anastasija Zueva ( Russia)                               | Emily Seebohm ( Australia)           |
| Shanghai 2011      | Zhao Jing ( Cina)               | Anastasija Zueva ( Russia)                               | Natalie Coughlin ( Stati Uniti)      |
| Barcellona 2013    | Missy Franklin ( Stati Uniti)   | Emily Seebohm ( Australia)                               | Aya Terakawa ( Giappone)             |
| Kazan 2015         | Emily Seebohm ( Australia)      | Madison Wilson ( Australia)                              | Mie Nielsen ( Danimarca)             |
| Budapest 2017      | Kylie Masse ( Canada)           | Kathleen Baker ( Stati Uniti)                            | Emily Seebohm ( Australia)           |
| Gwangju 2019       | Kylie Masse ( Canada)           | Minna Atherton ( Australia)                              | Olivia Smoliga ( Stati Uniti         |
| Budapest 2022      | Regan Smith ( Stati Uniti)      | Kylie Masse ( Canada)                                    | Claire Curzan ( Stati Uniti)         |
| Fukuoka 2023       | Kaylee McKeown ( Australia)     | Regan Smith ( Stati Uniti)                               | Katharine Berkoff ( Stati Uniti)     |
| Doha 2024          | Claire Curzan ( Stati Uniti)    | Iona Anderson ( Australia)                               | Ingrid Wilm ( Canada)                |
| Singapore 2025     | Kaylee McKeown ( Australia)     | Regan Smith ( Stati Uniti)                               | Katharine Berkoff ( Stati Uniti)     |

- Atleta più premiata: Kylie Masse ( Canada)
- Record della competizione: 57"16 (Kaylee McKeown  Australia, Fukuoka 2025)
- Nazione più medagliata:  Stati Uniti (8 , 4 , 9 )

### 200 metri
| Edizione           | Oro                             | Argento                         | Bronzo                               |
| ------------------ | ------------------------------- | ------------------------------- | ------------------------------------ |
| Belgrado 1973      | Melissa Belote ( Stati Uniti)   | Enith Brigitha ( Paesi Bassi)   | Andrea Gyarmati ( Ungheria           |
| Cali 1975          | Birgit Treiber ( Germania Est)  | Nancy Garapick ( Canada)        | Ulrike Richter ( Germania Est)       |
| Berlino Ovest 1978 | Linda Jezek ( Stati Uniti)      | Birgit Treiber ( Germania Est)  | Cheryl Gibson ( Canada)              |
| Guayaquil 1982     | Kornelia Sirch ( Germania Est)  | Georgia Parkes ( Australia)     | Carmen Bonaciu ( Romania)            |
| Madrid 1986        | Kornelia Sirch ( Germania Est)  | Betsy Mitchell ( Stati Uniti)   | Kathrin Zimmermann ( Germania Est)   |
| Perth 1991         | Krisztina Egerszegi ( Ungheria) | Dagmar Hase ( Germania)         | Janie Wagstaff ( Stati Uniti)        |
| Roma 1994          | Cihong He ( Cina)               | Krisztina Egerszegi ( Ungheria) | Lorenza Vigarani ( Italia)           |
| Perth 1998         | Roxanna Maracineanu ( Francia)  | Dagmar Hase ( Germania)         | Mai Nakamura ( Giappone)             |
| Fukuoka 2001       | Diana Mocanu ( Romania)         | Stanislava Komarova ( Russia)   | Joanna Fargus ( Regno Unito)         |
| Barcellona 2003    | Katy Sexton ( Regno Unito)      | Margaret Hoelzer ( Stati Uniti) | Stanislava Komarova ( Russia)        |
| Montreal 2005      | Kirsty Coventry ( Zimbabwe)     | Margaret Hoelzer ( Stati Uniti) | Reiko Nakamura ( Giappone)           |
| Melbourne 2007     | Margaret Hoelzer ( Stati Uniti) | Kirsty Coventry ( Zimbabwe)     | Reiko Nakamura ( Giappone)           |
| Roma 2009          | Kirsty Coventry ( Zimbabwe)     | Anastasia Zueva ( Russia)       | Elizabeth Beisel ( Stati Uniti)      |
| Shanghai 2011      | Missy Franklin ( Stati Uniti)   | Belinda Hocking ( Australia)    | Sharon van Rouwendaal ( Paesi Bassi) |
| Barcellona 2013    | Missy Franklin ( Stati Uniti)   | Belinda Hocking ( Australia)    | Hilary Caldwell ( Canada)            |
| Kazan 2015         | Emily Seebohm ( Australia)      | Missy Franklin ( Stati Uniti)   | Katinka Hosszú ( Ungheria)           |
| Budapest 2017      | Emily Seebohm ( Australia)      | Katinka Hosszú ( Ungheria)      | Kathleen Baker ( Stati Uniti)        |
| Gwangju 2019       | Regan Smith ( Stati Uniti)      | Kaylee McKeown ( Australia)     | Kylie Masse ( Canada)                |
| Budapest 2022      | Kaylee McKeown ( Australia)     | Phoebe Bacon ( Stati Uniti)     | Rhyan White ( Stati Uniti)           |
| Fukuoka 2023       | Kaylee McKeown ( Australia)     | Regan Smith ( Stati Uniti)      | Peng Xuwei ( Cina)                   |

- Atleta più premiato: Kirsty Coventry ( Zimbabwe) e Missy Franklin ( Stati Uniti) )
- Record della competizione: 2'04"76 (Missy Franklin  Stati Uniti, Londra 2012)[2]
- Nazione più medagliata:  Stati Uniti (6 , 6 , 4 )